# Carl August Adlersparre
Carl August Adlersparre, född 7 juni 1810 i Kristinehamn, död 5 maj 1862 i Stockholm, var en svensk greve, kammarherre och författare. Han använde pseudonymen Albano eller Albio.

## Biografi
Som student slog han in på den militära banan och blev löjtnant 1841, men tog avsked 1845. Han ärvde faderns grevetitel 1835 och utnämndes 1838 till kammarherre.
Sitt författarskap inledde Adlersparre med lyrik inspirerad av Lord Byron. Han hade dock större framgång med sin prosa, som bestod av historiska skildringar och biografier. Biografierna utkom i fem band med samlingstiteln Tidstaflor (1849–1850) och i tre volymer med titeln Anteckningar om bortgångne samtida (1859–1862).
Han återupplivade 1839–1840 faderns tidskrift Läsning i blandade ämnen. Adlersparre finns representerad vid bland annat Nationalmuseum i Stockholm.
| ”                                                                                    | Hans samtal som hans penna flödade af skämt, qvickhet och humor; och hvarhelst en dårskap, en orättvisa, en intrig mötte hans blickar, hade han agan till hands. Sällan utdelade han den i sitt eget namn, men den anonyma ferlan var alltid lätt igenkänd, och detta bekymrade honom ingalunda. Man må likväl ej föreställa sig, att malicen var hufvudsak i hans klander och bestraffningar: det var snarare ett utröndt verkande medel att väcka och bringa till besinning; och exempel saknas ej på det goda han derigenom åstadkommit, hejdande eller afböjande ofog, som voro i görningen och dem han afslöjat. | „ |
| – Crusenstolpe, Magnus: Carl August Adlersparre. Nekrolog i Svea folk-kalender, 1863 | |   |

Adlersparre var äldste son till Georg Adlersparre (1760–1835) och Lovisa Magdalena Linroth (1784–1866). Han gifte sig den 28 november 1848 med Charlotte Aurore Jeanette von Platen (1821–1853), dotter till Achates Carl von Platen. I äktenskapet med von Platen föddes en dotter, Louisa Henrietta, som gifte sig med Rudolf Hodder Stjernsvärd.

## Redaktörskap
- Läsning i blandade ämnen (ny serie). Carlstad. 1839-1840. Libris 3193257